# Convent de Sant Agustí (Torroella de Montgrí)
El Convent de Sant Agustí fou un conjunt religiós de Torroella de Montgrí (Baix Empordà) de l'orde de Sant Agustí, actiu entre els segles XIV i xix. Situat a l'interior del recinte murat de Torroella era al sector sud-oest de la vila. Disposava d'una església (avui desapareguda), a la qual s'hi annexava un claustre amb un pou i les dependències del convent que l'envoltaven. A més al nord del conjunt hi havia la capella dels Dolors - també desapareguda - però adossada al conjunt arquitectònic. Fora d'aquest conjunt la comunitat posseïa un hort que s'estenia al peu de l'edifici, comptava amb una vessana de terra pròximament, i tenia una sínia. Enfront del costat oest del convent posseïa aquest un terreny que no es conreava i que servia de plaça. És una obra inclosa en l'Inventari del Patrimoni Arquitectònic de Catalunya.

## Arquitectura
L'edifici de l'antic convent de Sant Agustí ocupa tota una illa, delimitada pels carrers de Sant agustí i l1de setembre, i per les places d'Espanya i dels Dolors. El conjunt presenta dificultats quant a la seva descripció, a causa de les nombroses modificacions que ha experimentat en la seva adaptació com a escola pública i que continuen en l'actualitat (obres de remodelació i ampliació). Fins a aquesta darrera intervenció. El component tipològic dominant a l'exterior era el noucentista, corresponent a la reforma realitzada per Jeroni Martorell a principis d'aquest segle, tot i conservar-se una gran portalada barroca i el claustre del convent, d'estil renaixentista. Aquest element costa de planta baix amb galeries d'arcs de mig punt a l'interior i carpanell a l'exterior, mentre que en el lloc del segons pis original (i perdut en part en la reforma del 1921) s'estan fent obres.

### Església
La façana del temple, construïda de maçoneria arrebossada i llisa, guardava en els seus contorns les mateixes línies barroques que la de Palamós, és a dir, el frontó semicircular central, i als costats les dues corbes de curvatura cap avall, col·locades inclinades en sentit dels dos vessants. La porta i una finestra del centre del frontis tenien filets i senzills adorns barrocs, al pas que una altra finestra que s'obre a cada costat no té cap ornamentació.
L'església era gran, d'una sola nau i de sostre elevat. La seva longitud era d'uns 24 metres, l'amplada de 9 metres, i la profunditat de les més de les seves capelles a 4 metres. No té creuer, però amb quatre capelles per banda, i trifori alt, o sigui tribunes. L'ordre arquitectònic mostra dos estils: L'ogival al presbiteri, i al parell de capelles contigües a aquest, i en la profunda contigua a la façana, costat de l'Evangeli, el de Renaixement a la resta del temple. Així per efecte d'aquest en cada pilastró que d'unes capelles separa altres, puja des del terra una anta toscana, que enfilant per entre les tribunes pujava a dalt a sostenir una cornisa que envoltava tot el temple. Al seu torn els arcs rodons que donen entrada a les capelles, així com els rebaixats de les tribunes, suporten els seus caps en altres antes que miren a l'interior de les seves obertures o obertures. La volta de la nau guarda la imprescindible forma de les del Renaixement, o sigui la de l'arc semicircular, els transversals que la divideixen en compartiments, que aquí són quatre, i els lloc-nets, un a cada costat del compartiment, però en aquest temple el centre dels compartiments ve adornat amb un floró. L'absis gòtic semi-poligonal compta cinc costats, i la seva volta traça radis amb arestes que van a unir-se en la clau central. Les capelles tenen volta d'aresta creuada, exceptuades la contigua al presbiteri del costat de l'Evangeli, que era plenament ogival, el seu fronterera que posseeix llanterna o lluerna i quatre petxines, i la gòtica indicada ja de costat el frontis, la qual en la seva totalitat ostenta les línies del seu gust, i sent més profunda que les seves germanes compte de longitud 9 metres. Tot el temple estava blanquejat, exceptuats les antes, els arestes i arcs transversals, que estan pintats. Tenia el cor alt.
El retaule major era d'estil barroc enorme i alhora senzill. Al pis de dalt hi havia un immens nínxol central adornat amb un parell de grans columnes corínties a cada costat, de les quals una està una mica avançada a la seva companya. El nínxol acaba a la part alta en una cornisa en corba o arc proveït de dentells, i forma la seva rematada i el del retaule un cercle de grans radis. Unes parts d'aquest majestuós retaule eren daurades, altres pintades i envernissades. La imatge del titular, col·locada a principis del segle XX al retaule major del convent agustí de Calella. Les seves vestidures eren tallades. La seva alçada agegantada concordava amb les dimensions del seu antic retaule, i encara que l'enorme mitra a mig camí entre el Renaixement i el Barroc.
Al costat de l'Epístola la primera capella estava dedicada a Santa Anna, i tenia la porta que donava accés a la peça cementiri, situada a l'esquena d'ella, i en la qual es col·locaven en nínxols els cadàvers dels frares. En una altra del mateix costat es venerava la Divina Pastora. En el de l'Evangeli la capella primera, o sigui la profunda i ogival, oferia a la veneració la Verge de la Pietat, la segona en caminar pel presbiteri era dedicada a Santa Rita, la tercera la Verge de la Consolació o de la Corretja, aquesta imatge fou custodiada després de l'exclaustració en un domicili de la vila encara pels volts de 1911, i la quarta un crucifix envoltat de sants.

### Capella dels Dolors
Adherida al temple i paral·lelament a aquest col·locada al seu nord, hi havia la capella dels Dolors, la qual formava una església separada de l'església del convent, àdhuc pertanyent al convent. Com a capella era molt espaiosa. Les seves línies eren del Renaixement, amb el cor alt, sense creuer, però presentava un retaule major, plenament barroc, daurat i molt gran. L'espaiosa sagristia era al costat meridional del presbiteri. L'envoltava a manera de cornisa un delicat filet, i l'acollia una volta dividida en dos grans compartiments, enfonsats a principis del segle xx. A la banda meridional del temple, o sigui de l'Epístola, s'hi obria el claustre, de forma regular, gairebé quadrada, ja que d'est a oest mesura, incloent en la mesura les galeries, 28,80 metres, i de nord a sud 27,10, sent l'amplada de la galeria de 3,45. Les quatre galeries, enterament iguals en els seus elements, estaven formades primer per l'ample ampit, segon per columnes toscanes que descansaven sobre ell, i després per arcs semicirculars recolzats en els àbacs d'aquestes. Una cornisa prima a l'exterior marca el pas del pis baix a l'alt. Aquest compte les mateixes parts i forma de línies d'aquell, només que té doble nombre de columnes i d'arcs, i pel mateix ambdós de menors dimensions que les del baix. En aquest hi havia dotze arcs als costats nord i sud, i 11 en la resta i, per tant, en l'alt 24 i 22 respectivament. El paviment era de rajoles polides de pedra, inclinades totes cap als quatre costats des del centre, en el punt preeminent on seu el graciós brocal de pedra de la gran cisterna, adornat de muntants de ferro per a la politja. En l'ampit del centre del costat contigu al temple hi ha esculpit l'escut de l'Orde agustinià, o un cor traspassat per una fletxa i coronat per una mitra, i al seu voltant de l'escut la data 1642, al pas que al plint de la columna que es recolza sobre aquest ampit hi havia inscrita la data de 1689. Les galeries sostenen els sostres per bigues, no per voltes. Al costat sud del claustre hi havia el gran refectori cobert per una volta de canó recta. El pis superior repartia el lloc col·locant les cel·les cap a l'exterior, i destinant a corredor la galeria alta del claustre.
L'entrada, la qual no s'obria, prop de la del temple, sinó al costat del seu absis i la seva sagristia, enfront d'un caseriu de la vila. Formava un pòrtic gran de tres arcs, adherit a l'absis i mur exterior de la sagristia, segons sembla, sense sostre en temps dels frares. A la testera meridional del pòrtic s'obre la gran porta, d'estil grec, amb frontis triangular trencat en l'angle de la cúspide per l'escut de l'Ordre. A la llinda hi havia la inscripció 1627.

## Història
Aquest convent va ser fundat el 1396, però bona part del temple, segons exhibeix el seu estil, i especialment el claustre, daten de temps molt posteriors, traçat aquest i dirigit pel mestre d'obres fra Glandis. Als volts entre els segles xvii i xviii hi havia una certa tensió entre la comunitat agustiniana i la parròquia i la Universitat (ajuntament) de Torroella. Fou exclaustrat durant la desamortització de Mendizábal i incendiat en els episodis de crema de convents del 1835. La capella dels Dolors va perviure fins als episodis de crema de convents de 1936 a Espanya, quan fou enderrocada. A principis del segle xx, el temple estava convertit en dipòsit de fustes, la sagristia en galliner, el convent albergava les escoles de nens i de nenes, la Guàrdia Civil, el jutjat municipal i l'oficina de recaptació de contribucions. El sostre de la galeria baixa del costat oest del claustre es trobava apuntalat perquè amenaçava enfonsar, i l'ala sud estava ocupada per un taller de corders.
De set a vuit religiosos integraven la comunitat de 1835, dedicats els sacerdots al culte i ministeris, i a alguns a l'ensenyament públic del llatí, a l'escola concorrien molts joves. La casa tenia l'honra que la gramàtica que s'estudiava en aquesta classe havia estat composta per un pare d'ella, de cognom Sunyé. Els llibres de la biblioteca després del 1835, acabaren de forma nefasta menjats per ratolins, altres empleats per embolicar cansalada, i fins i tot per a paper de vàter. Els frares permetien el consum de l'aigua del pou als veïns, i així qui volia s'aprofitava de la seva aigua, estalviant la necessitat de beure la del riu Ter, que trobant-se prop de la seva desembocadura, rebia nombroses aigües residuals de les poblacions del seu curs.
El 1921, l'arquitecte Jeroni Martorell fou encarregat per la diputació d'elaborar un projecte de restauració i condicionament del convent per la utilització de l'edifici com a grup escolar, funció que encara manté, i per a la qual s'hi estan realitzant noves obres d'ampliació en l'actualitat.